# 1986 Голяма награда на Белгия
1986 Голяма награда на Белгия е 33-то за Голямата награда на Белгия и пети кръг от сезон 1986 във Формула 1, провежда се на 25 май 1986 година на пистата Спа-Франкоршан близо до градчетата Спа и Франкоршан, Белгия.

## Репортаж
Отборът на Брабам участва само с един болид след като Елио де Анджелис загуби живота си по време на тестовете в Пол Рикар.
Нелсън Пикет стартира състезанието на пол-позиция, докато Герхард Бергер запълва първата редица изненадващо за пилота на Бенетон. Втората редица запълват Ален Прост действищият шампион и Айртон Сена миналогодишния победител на Спа. Найджъл Менсъл е на 5-а позиция заедно с втория пилот на Бенетон Тео Фаби.
Старта на състезанието протече добре за Пикет който поведе колоната след първия завой но Бергер и Прост се удариха което повлече с тях Фаби и Патрик Тамбей който стартира 10-и. Единствения който не продължи е именно Тамбей със счупено предно ляво окачване след като удари Бенетон-а на Фаби. Сена излезе на втора позиция следвайки от Менсъл, двете Ферари-та на Алборето и Йохансон, като Джони Дъмфрийс е между тях на пета позиция след като стартира 13-и. Алън Джоунс също направи добър старт след като стартира 16-и, и след първата обиколка той е зад Жак Лафит който се намира на 6-а позиция.
Бергер и Прост отидоха при механиците след удара който пострадаха след 1-вата обиколка. Менсъл изпревари Сена след 2-рата обиколка вземайки 2-рата позиция от бразилеца. Кеке Розберг прогресира в класирането след трафика още на старта на състезанието като се намира в топ 10. Класирането не се променя през следващите обиколки като Пикет повежда пред Менсъл, Сена, Йохансон, Дъмфрийс, Джоунс, Лафит, Алборето, Бутсен и Розберг следвайки от Тирел-ите на Брандъл и Стрейф. Още от 6-а обиколка Розберг отпадна поради проблем с двигателя като същото това стори и Лотус-а на Дъмфрийс след едно завъртане. Тиери Бутсен също отпадна в същата обиколка поради електро-повреда на неговия Ероуз. Менсъл се озова на 4-та позиция след като той чувствително загуби скорост и изпревари Стефан Йохансон за 3-та позиция, следвайки 2-рата позиция на Сена. Състезанието на Пикет завърши още на 16-а обиколка след като излезе от болида си в пит-лейна като причината е повреда на турбото. Лижерите на Арну и Лафит също спряха при своите механици като също това стори и Менсъл. Айртон Сена който поведе след отпадането на Пикет също посети механиците което даде шанс на Йохансон на поведе класирането. Междувременно Ален Прост е на 9-а позиция след проблемите още в началото което може да се окаже едно от състезанието на годината. Найджъл отново поведе след като Йохансон също спря в бокса за нови гуми, излезейки на 4-та позиция зад Лафит и Брандъл. Тирелът му обаче започна да губи скорост като това доведе и до неговото отпадане поради повреда на скоростната кутия. Това прати Алън Джоунс отново в точките, но Прост прави най-бързи обиклоки по цялото състезание намирайки се зад австралиеца. Разликата между Менсъл и Сена започна да се увеличава в полза на британеца. След тях са Ферари-тата на Алборето и Йохансон като шведа изпревари италианеца за 3-та позиция след 38-ата обиколка. Джоунс е на добра позиция преди да отпадне поради липса на гориво, но класиран на 10-а позиция след състезанието. Найджъл Менсъл е безгрешен като финишира първи в състезанието като това е първа победа за 1986 и 3-та в неговата кариера. Айртон Сена финишира 2-ри, Йохансон и Алборето финишираха 3-ти и 4-ти следвайки от Лижие-ра на Лафит и Макларън-а на Прост като неговото изоставане е повече от 2 мин.
Това е и последното състезание на Марк Сюрер във Формула 1(като той пострада тежко по време на рали състезание седмица след това състезание). От ГП на Канада Дерек Уорик ще замести празното място на Брабам след фаталния инцидент на Елио де Анжелис до края на целия сезон.

## Класиране
| Поз | No | Пилот             | Конструктор            | Оби. | Време/Отпадане | Място | Точки |
| --- | -- | ----------------- | ---------------------- | ---- | -------------- | ----- | ----- |
| 1   | 5  | Найджъл Менсъл    | Уилямс-Хонда           | 43   | 1:27:57.925    | 5     | 9     |
| 2   | 12 | Айртон Сена       | Лотус-Рено             | 43   | + 19.827       | 4     | 6     |
| 3   | 28 | Стефан Йохансон   | Ферари                 | 43   | + 23.592       | 11    | 4     |
| 4   | 27 | Микеле Алборето   | Ферари                 | 43   | + 29.634       | 9     | 3     |
| 5   | 26 | Жак Лафит         | Лижие-Рено             | 43   | + 1:10.690     | 17    | 2     |
| 6   | 1  | Ален Прост        | Макларън-ТАГ-Порше     | 43   | + 2:17.772     | 3     | 1     |
| 7   | 19 | Тео Фаби          | Бенетон-БМВ            | 42   | + 1 Об.        | 6     |       |
| 8   | 7  | Рикардо Патрезе   | Брабам-БМВ             | 42   | + 1 Об.        | 15    |       |
| 9   | 17 | Марк Сюрер        | Ероуз-БМВ              | 41   | + 2 Оби.       | 21    |       |
| 10  | 20 | Герхард Бергер    | Бенетон-БМВ            | 41   | + 2 Оби.       | 2     |       |
| 11  | 15 | Алън Джоунс       | Лола-Форд              | 40   | Без гориво     | 16    |       |
| 12  | 4  | Филип Стрейф      | Тирел-Рено             | 40   | + 3 Оби.       | 18    |       |
| 13  | 14 | Джонатан Палмър   | Закспийд               | 37   | + 6 Оби.       | 20    |       |
| Отп | 23 | Андреа де Чезарис | Минарди-Мотори Модерни | 35   | Без гориво     | 19    |       |
| Отп | 29 | Хуб Ротенгатер    | Закспийд               | 25   | Електро        | 23    |       |
| Отп | 3  | Мартин Брандъл    | Тирел-Рено             | 25   | Ск. кутия      | 12    |       |
| Отп | 24 | Алесандро Нанини  | Минарди-Мотори Модерни | 24   | Ск. кутия      | 22    |       |
| Отп | 25 | Рене Арну         | Лижие-Рено             | 23   | Двигател       | 7     |       |
| Отп | 6  | Нелсън Пикет      | Уилямс-Хонда           | 16   | Турбо          | 1     |       |
| Отп | 18 | Тиери Бутсен      | Ероуз-БМВ              | 7    | Електро        | 14    |       |
| Отп | 11 | Джони Дъмфрийс    | Лотус-Рено             | 7    | Завъртане      | 13    |       |
| Отп | 2  | Кеке Розберг      | Макларън-ТАГ-Порше     | 6    | Двигател       | 8     |       |
| Отп | 21 | Пиеркарло Гинзани | Осела-Алфа Ромео       | 3    | Двигател       | 24    |       |
| Отп | 22 | Кристиан Данер    | Осела-Алфа Ромео       | 2    | Двигател       | 25    |       |
| Отп | 16 | Патрик Тамбе      | Лола-Форд              | 0    | Инцидент       | 10    |       |

## Класиране след състезанието
| Поз | Пилот           | Точки |
| --- | --------------- | ----- |
| 1   | Айртон Сена     | 25    |
| 2   | Ален Прост      | 23    |
| 3   | Найджъл Менсъл  | 18    |
| 4   | Нелсън Пикет    | 15    |
| 5   | Кеке Розберг    | 11    |
| 6   | Стефан Йохансон | 7     |
| 7   | Жак Лафит       | 7     |
| 8   | Герхард Бергер  | 6     |

| Поз | Конструктор        | Точки |
| --- | ------------------ | ----- |
| 1   | Макларън-ТАГ-Порше | 34    |
| 2   | Уилямс-Хонда       | 33    |
| 3   | Лотус-Рено         | 25    |
| 4   | Лижие-Рено         | 12    |
| 5   | Ферари             | 10    |
| 6   | Бенетон-БМВ        | 8     |
| 7   | Тирел-Рено         | 2     |
| 8   | Брабам-БМВ         | 1     |